# 南加利福尼亞州
加州南部（Southern California）是美國加州南部的大都市圈，範圍包含大洛杉磯地區及聖地牙哥都會區。加州南部範圍從文图拉延伸至聖地牙哥，其南端則是美墨邊境。